# Hermann Abendroth
Hermann Paul Maximilian Abendroth (Fráncfort del Meno, Alemania, 19 de enero de 1883-Jena, RDA, 19 de mayo de 1956) fue un director de orquesta alemán.
Abendroth nació en Fráncfort del Meno, Alemania. En Múnich estudió teoría musical y composición con el profesor Ludwig Thuille, piano con Anna Langenhan-Hirzel, y dirección de orquesta con el compositor Felix Mottl. Entre 1903 y 1904 ejerció como director de orquesta de la Sociedad Orquestal de Múnich, una organización de aficionados. Más tarde se convirtió en maestro de capilla de la Ópera Estatal de Lübeck, puesto que ocupó desde 1907 hasta 1911. En 1909 asistió como director de orquesta invitado en la Orquesta Filarmónica de Berlín, con la que daría casi un centenar de conciertos en los próximos treinta y cinco años. Entre 1911 y 1914 ostentó el cargo de director musical en la ciudad de Essen, puesto que dejaría a un lado para suceder en 1915 a Fritz Stenbach como director del Conservatorio de Colonia, ciudad donde permanecería la mayor parte de su vida. En 1918 trabajó como profesor de música en dicho conservatorio.
Entre 1926 y 1937 se convertiría en un habitual en la Orquesta Filarmónica de Londres como director de orquesta invitado. En 1927 grabó la Sinfonía n.º 4 de Brahms con la Orquesta Filarmónica de Londres, y en 1933 grabó el Concerto Grosso Op. 3 No.8 de Vivaldi y el Concerto Grosso Op. 6 No. 5 de Handel con la Orquesta de Cámara de Colonia.
Tras el ascenso de Adolf Hitler al poder y debido a ello, Bruno Walter, el entonces director de la Orquesta de la Gewandhaus de Leipzig, tuvo que abandonar el país, cargo que ocupó Abendroth hasta el año 1945. También dirigió en el Festival de Bayreuth un par de años, festival que trata de la representación de óperas de Richard Wagner. Al abandonar la ciudad de Colonia, Abendroth formó parte del Partido Nazi, aunque nunca llegaría a ocupar una posición importante dentro del mismo. 
En 1947 dirigió la Orquesta Sinfónica de Weimar, y fue director invitado en otras muchas orquestas alemanas. Abendroth fue ganando popularidad no solo dentro de sus fronteras, sino también en el extranjero, siendo el primer director de orquesta invitado por la Unión Soviética al finalizar la Segunda Guerra Mundial. Abendroth continuó ejerciendo de director de orquesta en Alemania hasta 1949, año en el que aceptó un cargo en la sección musical radiofónica de Leipzig, pasando en 1953 a la radio de Berlín, aunque no sin antes, en 1951, haber dirigido en el Festival Internacional de Música Primavera de Praga. Fue nombrado curador del Museo de Liszt, ubicado en Weimar.
La decisión de Abendroth de dirigir esporádicamente en la Unión Soviética, junto con sus frecuentes actuaciones en la Alemania del Este, convergieron en acusaciones de que mantenía simpatías con el bando comunista, lo que le privó de actuar en ciudades de la Alemania occidental tales como Düsseldorf, entre otras muchas, además de restringirle sus actividades dentro del bloque soviético. Esto provocó una importante limitación en la distribución de sus obras y grabaciones; al contrario que otros destacados directores de orquesta alemanes, tales como Wilhelm Furtwängler, Clemens Krauss, o Hans Knappertsbusch, quienes fueron contratados por algunos sellos discográficos de renombre como EMI o Philips, Abendroth se encontraba limitado en dicho aspecto, pudiendo solamente firmar con la compañía Eterna, la cual distribuyó sus discos en Estados Unidos con un bajo presupuesto.
Destacan sus interpretaciones de compositores como Brahms, Schumann, Bruckner, o Beethoven.

### En alemán
- Baumgart, Claus (2003). «18. Oktober 1934. Dirigent in schwieriger Zeit. Hermann Abendroth und das Gewandhausorchester.». Leipziger historischer Kalender 2004. Lehmstedt Verlag, Leipzig. ISBN 3-937146-07-5.
- Riedel, Horst (2005). Stadtlexikon Leipzig von A bis Z. Pro Leipzig; Auflage. ISBN 3-936508-03-8.
- Reichshandbuch der Deutschen Gesellschaft - Das Handbuch der Persönlichkeiten in Wort und Bild. Deutscher Wirtschaftsverlag, Berlín. 1930. ISBN 3-598-30664-4.
- Wulf, Joseph (1989). Kultur im Dritten Reich. Band 5. Musik. Verlag Ullstein, Frankfurt. ISBN 3-550-07059-4.
- Klee, Ernst (2007). Das Kulturlexikon zum Dritten Reich. Verlag S. Fischer, Frankfurt. ISBN 3-10-039326-0.
- Priedberg, Fred K. (2004). Handbuch Deutsche Musiker 1933 – 1945. Kiel.